# Altenschönbach
Altenschönbach ist ein Stadtteil von Prichsenstadt im unterfränkischen Landkreis Kitzingen.

## Geografische Lage
Das Kirchdorf Altenschönbach liegt im Nordosten des Prichsenstadter Gemeindegebietes. Im Norden und Osten befindet sich der Landkreis Schweinfurt, während im Südosten die Gemeinde Geiselwind mit dem Ortsteil Ebersbrunn beginnt. Südwestlich von Altenschönbach liegt Kirchschönbach, im Westen Prichsenstadt. In der Gemarkung befindet sich die sogenannte Lochmühle, die ursprünglich vielleicht Teil des Dorfes Kleinschönbach war, das im 15. Jahrhundert verlassen wurde. In der Gemarkung von Altenschönbach ist der Rehhügel mit 478 m der zweithöchste Berg des Steigerwalds im Landkreis Kitzingen. Östlich von Altenschönbach und in der Gemarkung Rüdern befinden sich die drei Schutzgebiete Naturwald Höllgrund, Naturwald Ilmbacher Wald sowie der Naturwald Ebener Trieb. In diesen drei Naturwäldern findet keine forstwirtschaftliche Nutzung mehr statt.
Die nächsten größeren Städte sind Gerolzhofen mit einer Entfernung von etwa 9 Kilometern und Volkach, das 13 Kilometer entfernt ist. Östlich des Ortes entspringt der Schönbach.

## Geschichte
Das Kirchdorf wurde bereits im 7. Jahrhundert im Zuge der fränkischen Landnahme gegründet. Erstmals urkundlich erwähnt wurde der Ort im Jahr 1230, das Hochstift Würzburg hatte es zu Lehen an die Grafen von Castell gegeben. Im Mittelalter erhielten die Herren von Thünfeld Altenschönbach als Afterlehen, ihnen folgte Martin Kotner nach. In den Jahren 1442 bis 1545 herrschten die Herren von Esel über Dorf und Gemarkung. Im Jahr 1525 wurde im Deutschen Bauernkrieg das Schloss zerstört.
Im Jahr 1543 kam der Kitzinger Amtmann Wolf von Crailsheim in den Besitz des Dorfes, zwei Jahre später führte er die Reformation ein. Mit dieser religiösen Erneuerung wurde auch das Schloss wieder aufgebaut und eine Dorfschule gegründet. Gleichzeitig erlaubten die Herren von Crailsheim die Ansiedlung einer jüdischen Gemeinde im Ort, die eine eigene Synagoge unterhalten durfte.
In zwei Auswanderungswellen zog es im 19. Jahrhundert viele Altenschönbacher in die Neue Welt. Insbesondere 1839 und 1857 wanderten viele Dorfbewohner nach Amerika aus. Nach der Mediatisierung wurde Altenschönbach 1806 eine bayerische Ruralgemeinde. Es folgte eine Zwischenzeit im Großherzogtum Würzburg, ehe Altenschönbach 1814 endgültig Teil des neuerrichteten Königreichs Bayern wurde.
Im Zweiten Weltkrieg kämpften insgesamt 104 Bewohner an den verschiedenen Fronten. Von ihnen starben 18, 15 galten als vermisst. In der Endphase des Krieges fand über dem Schlossberg ein Luftkampf statt, bei dem ein alliiertes Flugzeug abgeschossen wurde. Am 14. April 1945 konnten die Amerikaner das Dorf kampflos einnehmen. Zwischen 1953 und 1954 folgte eine dritte Auswanderungswelle, als insgesamt 20 Personen nach Australien zogen. 1972 kam das Dorf zur neuen Großgemeinde Prichsenstadt.

### Verwaltung und Gerichte
| Die folgenden Verwaltungseinheiten waren der Gemeinde Altenschönbach übergeordnet. - bis 1806: Herren von Crailsheim, Ritterkanton Steigerwald - bis 1853: Landgericht älterer Ordnung Gerolzhofen im Untermainkreis, ab 1837 Unterfranken - bis 1862: Landgericht Wiesentheid in Unterfranken - bis 1972: Bezirksamt Gerolzhofen, ab 1939 Landkreis Gerolzhofen in Unterfranken - ab 1972: Gemeindeteil der Stadt Prichsenstadt im Landkreis Kitzingen | Gerichtlich unterstand Altenschönbach folgenden Instanzen. - bis 1853: Landgericht älterer Ordnung Gerolzhofen - bis 1862: Landgericht älterer Ordnung Wiesentheid - bis 1879: Landgericht Wiesentheid - bis 1925: Amtsgericht Wiesentheid im Landgerichtsbezirk Würzburg - bis 1973: Amtsgericht Gerolzhofen im Landgerichtsbezirk Schweinfurt - ab 1973: Amtsgericht Kitzingen im Landgerichtsbezirk Würzburg |

## Kultur und Sehenswürdigkeiten

### Baudenkmäler

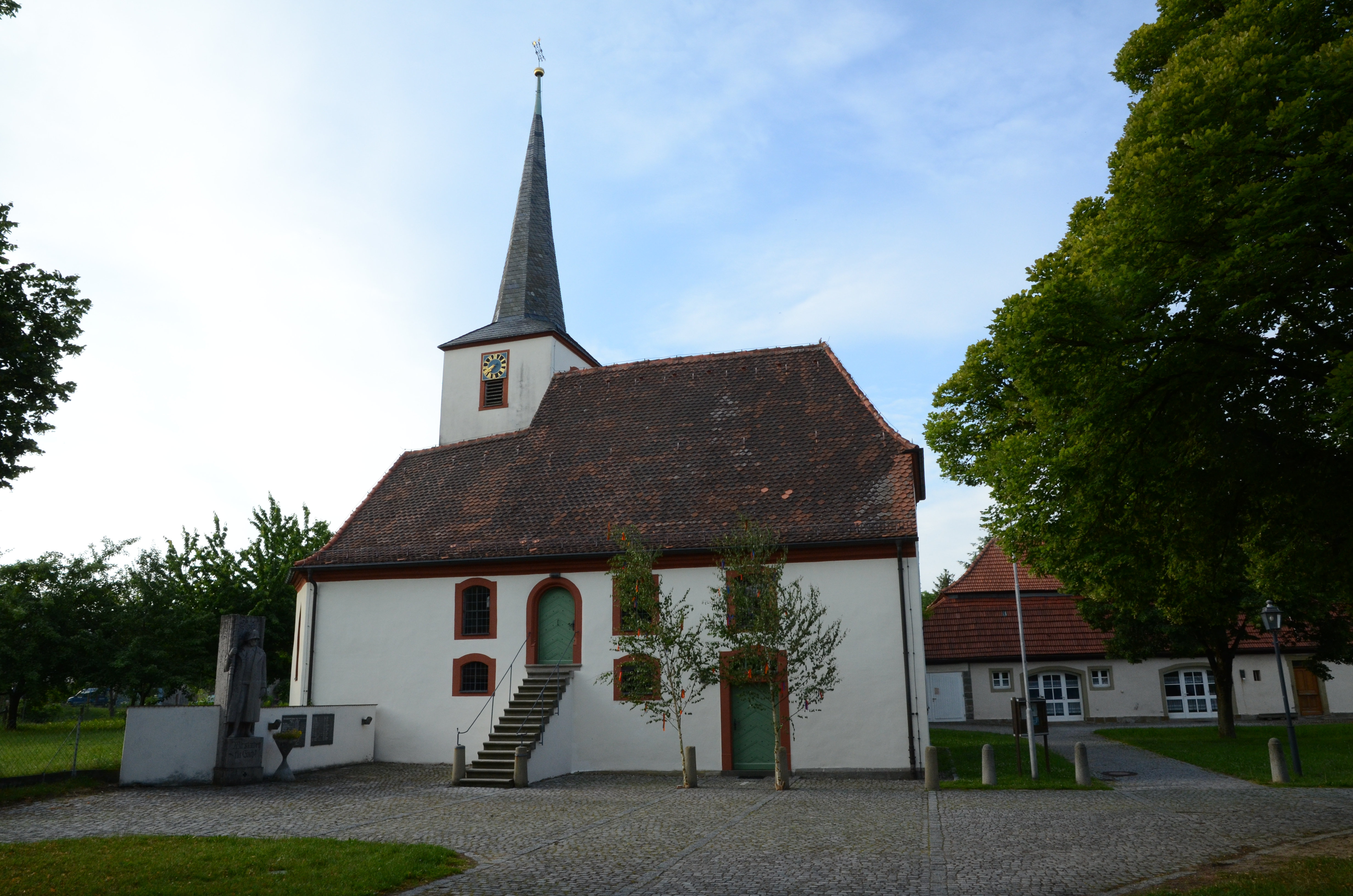
Die Kirche in Altenschönbach

Sehenswert ist die evangelische Pfarrkirche der Gemeinde. Das Langhaus wurde im Jahr 1496 auf einem nahezu quadratischen Grundriss errichtet. Zu Beginn des 17. Jahrhunderts baute man die Emporen ein, aus der gleichen Zeit stammt die bemalte Holzdecke. Der Altar stammt aus dem Jahr 1750, viele Epitaphe und Grabmäler weisen auf die verschiedenen Dorfherren hin.
Das Schloss ging aus einer Burg hervor, von der nur noch der Burghügel erhalten ist. Das Schloss wurde im Jahr 1525 größtenteils zerstört, Teile der Ringmauer, Turmreste und ein dreigeschossiger Bergfried sind noch erhalten. 1843 wurde der Schlosssee trockengelegt; 1848 entstand ein Nachfolgebau. Ein Großbauernhof am ehemaligen Schlossbering und die alte Synagoge aus dem 18. Jahrhundert sind ebenfalls Altenschönbacher Sehenswürdigkeiten.

### Sage
Ein Bauer aus Altenschönbach holte sich für seinen Hausbau Steine von der Klosterruine im nahen Ilmbach. Ein besonders schönes Stück hatte er als Eckstein für sein Häuschen vorgesehen. Die Handwerker schafften den Stein in tagelanger Arbeit von der Ruine ins Dorf und konnten schließlich das Haus vollenden. Als der Bauer am ersten Morgen in seinem neuen Heim erwachte, fand er den Eckstein ausgebrochen neben der Mauer vor und machte hierfür die Handwerker verantwortlich.
Diese setzten den Stein wiederum in die Mauer ein und mörtelten mit schwarzem Kalk. Dennoch lag der Stein am nächsten Morgen wieder neben der Mauer. Da wurde der Bauer wütend und wollte den Stein mit einem Hammer entzweischlagen. Der Hammer wandte sich aber gegen den Bauern und schlug ihn zum Krüppel. Der Stein blieb lange Jahre im Hof der Familie liegen, bis schließlich der Sohn des Bauern einen Gedenkstein an das Kloster Ilmbach errichten ließ. Er mutmaßte, dass der Stein den Altar von Ilmbach getragen hatte.

## Bildung
Altenschönbach liegt heute im Sprengel der Grundschule im Hauptort Prichsenstadt. Ab der 5. Klasse besuchen die Kinder die Nikolaus-Fey-Mittelschule in Wiesentheid. Weiterführende Schulen können mit der Mädchenrealschule in Volkach und mit der Realschule in Dettelbach besucht werden. Gymnasien gibt es in Münsterschwarzach (Egbert-Gymnasium), Volkach-Gaibach (Franken-Landschulheim Schloss Gaibach), Wiesentheid (Steigerwald-Landschulheim) und Kitzingen (Armin-Knab-Gymnasium).

## Söhne und Töchter des Ortes
- Heinrich Ludwig von der Pfordten (1782–1828), Landrichter in Ried, Burgebrach und Cadolzburg[7]
- Wilhelm Lamprecht (1838–1922), Maler
- Georg Sauer (1926–2012), Theologe